# 1914年全米選手権 (テニス)
1914年 全米選手権（1914ねんぜんべいせんしゅけん）に関する記事。

## 大会の流れ
- 1881年から1967年まで、全米選手権は各部門が個別の名称を持ち、大会会場も別々のテニスクラブで開かれた。これが他の3つのテニス4大大会と大きく異なる点である。
  - 男子シングルス　名称：全米シングルス選手権（U.S. National Singles Championship）／会場：ロードアイランド州、ニューポート・カジノ　（最初の会場、1914年まで）
  - 男子ダブルス　名称：全米ダブルス選手権（U.S. National Doubles Championship）／会場：ロードアイランド州、ニューポート・カジノ　（最初の会場に戻る。1894年-1914年まで）
  - 女子シングルス　名称：全米女子シングルス選手権（U.S. Women's National Singles Championship）／会場：ペンシルベニア州、フィラデルフィア・クリケット・クラブ　（女子部門競技はすべてこの会場、1887年-1920年まで）
  - 女子ダブルス　名称：全米女子ダブルス選手権（U.S. Women's National Doubles Championship）／会場：フィラデルフィア・クリケット・クラブ　（1889年-1920年まで）
  - 混合ダブルス　名称：全米混合ダブルス選手権（U.S. Mixed Doubles Championship）／会場：フィラデルフィア・クリケット・クラブ　（1892年-1920年まで）
- 1914年全米選手権は、男子競技（男子シングルス・男子ダブルス）がロードアイランド州ニューポート・カジノ（最初の会場）で開かれた最後のイベントである。1915年からは新たな会場として、ニューヨーク市クイーンズ区フォレストヒルズにある「ウエストサイド・テニスクラブ」（通称フォレストヒルズ）に移転することになる。
- 優勝決定方式としての「チャレンジ・ラウンド」（Challenge Round, 挑戦者決定戦）と「オールカマーズ・ファイナル」（All-Comers Final）が、男子シングルスでは1912年に廃止され、全選手が1回戦から戦う競技方式に改められた。女子シングルスでは旧方式が1918年まで実施された。（ウィキペディア日本語版の年度別記事でも「大会前年度優勝者」欄を取りやめる。）
  - 大会前年度優勝者を除く選手は「チャレンジ・ラウンド」に出場し、前年度優勝者への挑戦権を争う。前年度優勝者は、無条件で「オールカマーズ・ファイナル」に出場できる。チャレンジ・ラウンドの勝者と前年度優勝者による「オールカマーズ・ファイナル」で、当年度の選手権優勝者を決定した。
- 初期の全米選手権のように、外国人出場者が少なかった時期は、地元アメリカ人選手の国籍表示を省略する。

## 男子シングルス
準々決勝
- エリア・フォッテル vs. グスタブ・タッチャード　6-1, 6-1, 6-2
- リチャード・ウィリアムズ vs. カール・ベア　6-1, 6-2, 7-5
- ウィリアム・クローシャー vs. ワトソン・ウォッシュバーン　6-2, 9-7, 6-1
- モーリス・マクローリン vs. クラレンス・グリフィン　6-1, 6-4, 3-6, 8-6

準決勝
- リチャード・ウィリアムズ vs. エリア・フォッテル　6-4, 6-3, 6-2
- モーリス・マクローリン vs. ウィリアム・クローシャー　6-4, 6-4, 6-3

決勝
- リチャード・ウィリアムズ vs. モーリス・マクローリン　6-3, 8-6, 10-8

## 女子シングルス

### 大会前年度優勝者
1913年度優勝者、メアリー・ブラウン

### チャレンジラウンド
準々決勝
- マリー・ワーグナー vs. キャリー・ニーリー　6-2, 6-3
- ルイーズ・ハモンド vs. コンスタンス・エバンズ・サリバン　4-6, 6-2, 6-1
- イサベル・ペンドルトン vs. マーガレット・マイヤーズ　6-2, 6-1
- クレア・カッセル vs. アン・W・シェイフ　4-6, 6-4, 6-1

準決勝
- マリー・ワーグナー vs. ルイーズ・ハモンド　6-4, 6-4
- クレア・カッセル vs. イサベル・ペンドルトン　6-2, 6-1

決勝
- マリー・ワーグナー vs. クレア・カッセル　6-1, 7-5

### オールカマーズ決勝
- メアリー・ブラウン vs. マリー・ワーグナー　6-2, 1-6, 6-1　（ブラウンが本大会の優勝者になる）

## 決勝戦の結果
- 男子シングルス：リチャード・ウィリアムズ vs. モーリス・マクローリン　6-3, 8-6, 10-8
- 女子シングルス：メアリー・ブラウン vs. マリー・ワーグナー　6-2, 1-6, 6-1　［オールカマーズ決勝］
- 男子ダブルス：モーリス・マクローリン＆トーマス・バンディ vs. ジョージ・チャーチ＆ディーン・マシー　6-4, 6-2, 6-4
- 女子ダブルス：メアリー・ブラウン＆ルイーズ・ウィリアムズ vs. ルイーズ・ハモンド＆エドナ・ワイルディー　8-6, 6-2
- 混合ダブルス：ビル・チルデン＆メアリー・ブラウン vs. J・R・ローランド＆マーガレット・マイヤーズ　6-1, 6-4